# 캐디쉑
《캐디쉑》(영어: Caddyshack)은 1980년 개봉한 미국의 스포츠 코미디 영화로, 해럴드 레이미스의 감독 데뷔작이다.

## 줄거리
대학교 진학을 희망하는 고등학생 대니 누넌은 회원 전용 고급 컨트리 클럽 부시우드에서 캐디로 일하며 부유한 고객들을 상대한다.
괴짜 졸부 앨 처빅이 소유한 인근 부동산이 개발에 들어가면서 흙파는쥐들이 밀려나와 부시우드 골프장을 점령하자 부시우드 공동 창립자인 오만한 엘리휴 스메일스 판사는 골프장 관리자 칼에게 흙파는쥐들을 처리하라고 명령한다.
대니는 캐디의 날 골프 경기에서 우승하여 스메일스의 보트 명명식에 초대를 받는다. 스메일스의 조카 레이시가 유혹하자 대니는 이에 넘어가고, 스메일스의 저택에서 성관계를 갖다가 스메일스에게 걸리고 만다. 스메일스는 늘 경거망동하는 조카 때문에 집안에 망신살이 뻗칠 것을 우려한다. 캐디를 대상으로 하는 대학 장학금 프로그램 이사이기도 한 스메일스는 대니에게 이 일을 외부에 발설하지 말라고 하면서 입막음비로 장학금을 약속한다.
스메일스가 처빅에게는 절대로 회원권을 발급하지 않겠다고 선언하자 처빅이 2:2 대항전을 제안한다. 스메일스는 평소 골프 상대인 비퍼 박사와 한 편이 되고, 처빅은 평소 스메일스를 싫어했으며 부시우드 공동 창립자의 아들인 타이 웨브와 한 팀이 된다. 내기돈은 40,000 달러로 정해지고, 대니가 스메일스의 캐디가 된다.
스메일스와 비퍼 팀이 앞서고 처빅과 웨브는 고전한다. 그럼에도 처빅은 스메일스의 도발에 넘어가 충동적으로 내기돈을 80,000 달러로 올려버린다. 처빅은 본인이 쳐낸 공이 공 세정기를 맞고 튀어나와 팔을 맞추자 무승부 판정을 노리고 팔이 부러져 경기 진행이 불가능한 척 연기한다.
그러나 교체 선수를 찾지 못한다면 몰수패를 당하는 쪽으로 결론이 나자 웨브가 대니를 고른다. 스메일스가 장학금 지정을 철회하겠다고 대니를 위협하지만, 스메일스의 캐디를 하면서 스메일스가 몰래 부정 행위를 하는 걸 목격했던 대니는 웨브의 제안을 받아들인다.
동점 상황 마지막 홀에서 스메일스가 버디를 치고, 처빅은 내기돈을 다시 두 배로 올려버린다. 그러나 대니가 날린 퍼트는 힘이 약간 부족하여 골프공이 홀 가장자리에 멈춰버린다.  
그렇게 다 끝난 줄 알았지만 칼이 흙파는쥐들을 죽이려고 가소성 폭약을 터트리면서 땅 진동 영향으로 골프공이 홀에 떨어진다. 스메일스는 내기돈을 안 내겠다고 버티지만 처빅이 데리고 있는 어깨들이 협박하자 대니가 원래 받기로 했던 대학 장학금에 상응하는 내기돈을 반드시 내겠다고 약속하며 줄행랑을 친다.  

## 출연
- 체비 체이스 - 타이 웨브 역
- 로드니 데인저필드 - 앨 처빅 역
- 테드 나이트 - 엘리휴 스메일스 역
- 마이클 오키프 - 대니 누넌 역
- 빌 머리 - 칼 스패클러 역
- 세라 홀컴 - 매기 오훌리건 역
- 신디 모건 - 레이시 언더올 역
- 스콧 컬럼비 - 토니 다눈지오 역
- 헨리 윌콕슨 - 프레드 피커링 역
- 앨버트 샐미 - 로이 누넌 역
- 브라이언 도일머리 - 루 루미스 역
- 토머스 A. 칼린 - 샌디 맥피디시 역

## 기타 제작진
- 협력 제작: 도널드 맥도널드
- 미술: 스탠 졸리
- 주제가: 케니 로긴스 "I'm Alright"